# Viktória szász–coburg–saalfeldi hercegnő
Mária Lujza Viktória (németül: Marie Louise Victoire, angolul: Marie Louise Victoria; Coburg, Szász–Coburg–Saalfeld, 1786. augusztus 17. – Windsor, Nagy-Britannia, 1861. március 16.) szász–coburg–saalfeldi hercegnő, első házassága révén leiningeni hercegné 1803 és 1814 között, majd kenti és strathearni hercegné 1818-tól haláláig. A hercegnő volt Viktória brit királynő édesanyja.
Viktória hercegnő Ferenc szász–coburg–saalfeldi herceg negyedik leánya, a későbbi I. Lipót belga király testvére volt. 1803-ban lett Imre Károly leiningeni herceg második felesége. Hitvese 1814-es korai halálát követően a hercegség régense lett fiuk, Károly herceg kiskorúsága okán egészen 1818-ig, Eduárd, Kent és Strathearn hercegével való második házasságáig. Eduárd herceg volt III. György brit király negyedik fia. Sógora, IV. Vilmos király trónörökös nélküli halálát követően második házasságából való egyetlen gyermeke, Viktória örökölte a brit trónt.

## Élete
Mária Lujza Viktória hercegnő 1786. augusztus 17-én született, apja Ferenc szász–coburg–saalfeldi herceg, anyja Auguszta reuss–ebersdorfi grófnő. Szüleinek hetedik gyermeke és negyedik lánya volt.

### Első házasság
1803. december 21-én Coburgban ment feleségül első férjéhez, Károly leiningeni herceghez (1763–1814). A hercegnek ez volt a második házassága, első felesége Henrietta reuss–ebersdorfi grófnő Viktória nagynénje volt. A házasságból két gyermek született:
- Károly (1804–1856), apja halála után leiningeni herceg
- Fedóra (1807–1872)

### Második házasság
Első férje korai halála után Eduárd kenti herceg kérte meg a kezét, akinek dinasztikus okokból sürgősen meg kellett házasodni. Az első ceremóniára 1818. május 29-én került sor Amorbach német városkában, majd 1818. július 11-én Nagy-Britanniában is összeházasodtak, a Kew palotában. A házasságból csak egy gyermek született:
- Alexandrina Viktória (1819-1901), aki 1837-től Viktória brit királynő néven uralkodott.

### Özvegysége
Eduárd kenti herceg lánya születése után nem sokkal, 1820 januárjában tüdőgyulladás következtében elhunyt. Hat nappal később meghalt Eduárd apja, III. György brit király is. Viktória hercegnének elvileg nem kellett volna Angliában maradni, hiszen nem beszélte a nyelvet és Coburgban egy kényelmes palota várta, ahol első férje után jelentős jövedelemmel gazdálkodhatott. Azonban a brit trón öröklése kérdéses volt - III. György fiai közül az új király, IV. György elhidegült feleségétől, míg Frigyes kenti herceg felesége akkor már több, mint 50 éves volt. Vilmos clarence-i herceg, a későbbi IV. Vilmos brit király egy időben nősült Eduárddal, de akkor még nem született gyermeke és ezért a csecsemő Viktória volt akkor a trónöröklési rendben a harmadik. A hercegné azért úgy döntött, hogy kivár Angliában és biztosítja lányának a trónt.
A hercegné, mivel örökölte férje hatalmas adósságait is, segítséget kért a brit kormánytól, mire kapott egy lakosztály az akkor már meglehetősen rossz állapotban lévő Kensington-palota egyik szárnyában. Itt nőtt fel Viktória és itt lakott egészen 1831-ig.
Mivel a brit parlament nem volt hajlandó támogatni (mivel rossz szemmel nézték Eduárd költekezését is), Viktória hercegné legnagyobb támasza ebben az időben bátyja, Lipót herceg, később belga király, volt, akinek ekkor éves szinten 50 000 fontos bevétele volt.
1831-ben meghalt IV. György, a brit trónt a szintén gyermektelen IV. Vilmos foglalta el és a gyermek Viktória hercegnő lett a trón első számú várományosa. A megváltozott helyzetben a trónörököst nevelő hercegné bevételei jelentősen megnőttek, nemkülönben azért, mert bátyja Belgium királya lett és a brit parlament szemében helytelen volt, hogy a trónörököst egy másik ország uralkodójának kell támogatni.

### Kapcsolata lányával
Viktória hercegné szigorú nevelési rendszert alakított ki, hogy lányát távol tartsa az általa nemkívánatosnak tartott személyektől, beleértve apja rokonságát és a királyt, IV. Vilmost is. A „Kensington-rendszert” Viktória és ambiciózus személyi titkára, Sir John Conroy dolgozta ki. A rendszer miatt hamarosan feszült viszony alakult ki Viktória és IV. Vilmos között, akit csak egy szexuálisan túlfűtött fajankónak tartott. Vilmos nem nagyon láthatta unokahúgát és utódát, míg a hercegné teljes mértékben kerülte a király törvénytelen gyermekeit. A feszültség egy 1836-os vacsorán tört ki, amikor a király nyilvánosan kijelentette, hogy reméli, megéri Viktória nagykorúságát és el lehet kerülni egy újabb régensséget.
A hercegné és Conroy ugyanis titokban arra számított, hogy Vilmos még azelőtt meghal, hogy Viktória eléri 18. évét és régensként helyette uralkodhat (Conroy pedig abban reménykedett, hogy a hercegné személyi titkáraként a trón mögött álló szürke eminenciás lehet). Emiatt lenézte és semmibe vette a fiatal Viktóriát és csak a hercegnével tartott fenn jó kapcsolatot (állítólag a szeretője is volt). Azzal azonban nem számoltak, hogy Vilmos tényleg megéri Viktória nagykorúságát: 1837. május 24-én betöltötte 18. életévét és Vilmos nem sokkal később, június 20-án, 71 éves korában halt meg. Conroy még megpróbálkozott azzal, hogy ráerőltesse magát az ifjú királynőre, és rá akarta venni, hogy nevezze ki személyi titkárának. A terv visszájára sült el, ráadásul Viktória királynő anyját is felelőssé tette Conroy ármánykodásai miatt és trónra lépését követően ugyan együtt költöztek a Buckingham palotába, de anyját egy távoli lakosztályba helyezte el.
Albert szász–coburg–gothai herceggel való házassága után Viktória anyját kilakoltatták a palotából és az Ingestre Házba, a Belgrave térre költöztették. Auguszta Zsófia hercegnő 1840-es halála után Viktória anyja megkapta a Clarence és a Frogmore House-t, bár Albert közvetítésével az anya és lánya közti viszony lassan javulásnak indult.

### Feltételezett kapcsolata
Viktória hercegné férje halála után személyi titkáraként fogadta fel a vele egykorú John Conroyt. A köztük lévő kapcsolatról az egész udvar pletykált és azt is feltételezték, hogy Viktória már korábban megcsalta férjét és hogy Viktória nem is Eduárd törvényes gyermeke. Eduárd halála után ráadásul Conroy apaként kezelte Viktóriát, amit utóbbi keserűen elutasított.
Azt, hogy Viktória hercegné törvénytelen kapcsolatából származott volna Viktória királynő, számos történész felvetette, legutoljára William és Malcolm Potts 1995-ös könyvükben: Queen Victoria's Gene. A történészek érvelése szerint Viktória királynő leszármazottai közül tobben is vérzékenységben szenvedtek, míg korábban ez a betegség nem volt jelent a királyi családban. Azonban a vérzékenység spontán mutációval is megjelenhet, elsősorban idősebb férfiak gyermekeinél - Viktória apja pedig 50 éves volt, amikor lánya megfogant. A másik érv szerint a királyi családban Viktória előtt elterjedt volt a porfíria nevű betegség, ami Viktória utódai között nem bukkant fel. Később ezt is megcáfolták: V. György unokája, Vilmos gloucesteri hercegnél (1941–1972) kimutatták a porfíriát, mielőtt 1972-ben repülőbaleset következtében életét vesztette.

### Élete alkonyán
Amikor 1840-ben megszületett Viktória első gyermeke, a későbbi Viktória német császárné, Viktória hercegné és lánya kapcsolata egy csapásra javulni kezdett. Ebben nagy szerepe volt, hogy Viktória királynő környezetéből elküldték nevelőnőjét, Lehzen bárónőt, aki kimondottan gyűlölte az özvegy hercegnét (elsősorban a közte és Conroy közötti feltételezett kapcsolat miatt). Ezt követően Albert herceg volt Viktória első számú tanácsadója és javaslatára kibékült anyjával. Conroy már korábban önkéntes száműzetésbe vonult vissza, és semmi sem állhatott anya és lánya kibékülésének útjába. Élete végén Viktória odaadó nagymama lett és minden korábbinál közelebbi kapcsolatba került lányával.
1861. március 16-án, 74 éves korában halt meg. A frogmore-i mauzóleumban temették el, nem messze a windsori kastélytól.

## Fordítás
- Ez a szócikk részben vagy egészben  a   Princess Victoria of Saxe-Coburg-Saalfeld című angol Wikipédia-szócikk fordításán alapul.  Az eredeti cikk szerkesztőit annak laptörténete sorolja fel. Ez a jelzés csupán a megfogalmazás eredetét és a szerzői jogokat jelzi, nem szolgál a cikkben szereplő információk forrásmegjelöléseként.